# František Josef Studnička
František Josef Studnička (27. června 1836 Janov – 21. února 1903 Praha) byl český matematik, učitel a spisovatel.

## Život
Středoškolská léta strávil František Josef Studnička na gymnáziu v Jindřichově Hradci. Již na gymnáziu našel zalíbení, také díky svému učiteli Edvardu Schöblovi, v přírodních vědách, zejména matematice a fyzice, a proto po maturitě roku 1857 vstoupil na filozofickou fakultu vídeňské univerzity, kde se těmto oborům věnoval důkladněji. Vedle toho se zabýval i zeměpisem, a to tak intenzivně, že byl roku 1860 zvolen za člena c. k. Geografické společnosti ve Vídni. Vysokou školu ukončil získáním doktorátu filozofie v roce 1861 a současně téhož roku vykonal i zkoušku učitelské způsobilosti, čímž dosáhl učitelské aprobace z matematiky a fyziky. Vzhledem k tomu, že během pobytu ve Vídni onemocněl astmatem, vrátil se na radu lékaře do Čech a rok působil jako soukromý učitel v místě nedaleko svého rodiště. V roce 1862 byl Studnička jmenován suplujícím profesorem na německém vyšším gymnáziu v Českých Budějovicích, kde nahradil odcházejícího V. Šimerku a setrval zde následující dvě léta, než musel místo uvolnit.

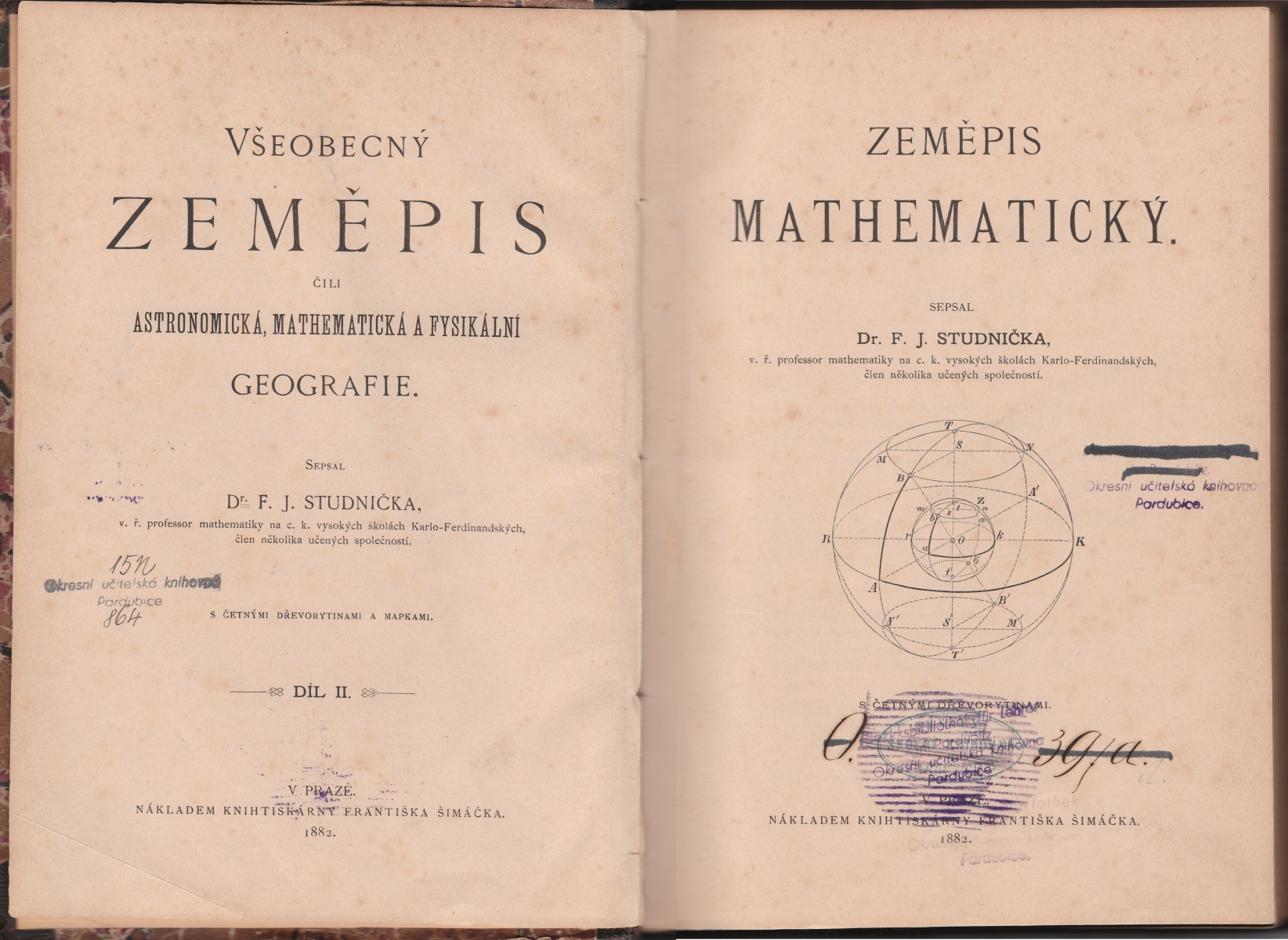
Titulní list II. dílu Studničkova Všeobecného zeměpisu z roku 1882 - zeměpis mathematický

Původní plány, ucházet se o místo asistenta fyziky u profesora V. Pierra na univerzitě a poté o asistenturu matematiky na pražské polytechnice u profesora Gustava Skřivana, František Josef Studnička změnil a v roce 1864 požádal o místo honorovaného docenta vyšší matematiky a analytické mechaniky na pražské polytechnice, na něž byl vypsán konkurz. Prozatímním honorovaným docentem však nebyl dlouho. Rok na to profesor Skřivan onemocněl, záhy zemřel a Studnička, který byl po dobu jeho nemoci pověřen suplováním této stolice, byl jmenován v srpnu roku 1866 řádným profesorem matematiky. Na pražské polytechnice působil až do roku 1871, v té době byl zvolen třikrát děkanem – ve studijním roce 1868–1869 a 1871–1872 za odbor pro vodní a silniční stavitelství, v roce 1869–1870 za odbor pro stavbu strojů. Od školního roku 1871–1872 přešel na pražskou univerzitu, kde se uvolnila stolice matematiky po Wilhelmu Matzkovi.
Dekretem ze srpna roku 1871 byl František Josef Studnička jmenován řádným profesorem matematiky na Karlo-Ferdinandově univerzitě, kde od září téhož roku zahájil své přednášky. Když v roce 1882 došlo k rozdělení pražské univerzity na českou a německou, stal se Studnička prvním děkanem české filozofické fakulty. Ve školním roce 1888–1889 zastával pak na české univerzitě úřad nejvyšší, a to úřad rektora. Na pražské univerzitě Studnička zůstal až do své smrti.

### Rodinný život
Byl ženat s Josefinou (rozenou Pospíšilovou, 1836–1913), se kterou měl v letech 1869–1884 celkem 6 dětí. Z nich nejstarší syn v roce zemřel, další syn – František Karel Studnička (1870–1955) se stal profesorem na brněnské technice. Jeho bratrem byl teoretik umění Alois Studnička.

## Činnost v odborných spolcích
Vedle rozsáhlé publikační činnosti Františka Josefa Studničky byla bohatá i jeho činnost v různých vědeckých i méně vědeckých spolcích. V roce 1870 se stává čestným členem Jednoty českých matematiků, jehož příznivcem byl Studnička od počátku, o rok později členem Královské české společnosti nauk a rokem 1880 je zvolen dopisujícím členem Société Royale des Sciences de Liege. V roce 1890 byl jmenován členem České akademie císaře Františka Josefa pro vědy, slovesnost a umění. V roce 1897 byl Studničkovi udělen titul dvorního rady. Dále byl členem Matematického sdružení německého, zahraničním členem Société mathematique de France v Paříži a Circolo matematico v Palermu, činným členem Matematické společnosti na univerzitě v Moskvě a tajemníkem spolku International Association for Promoting the Study of Quaternions and allied Systems of Mathematics pro Rakousko-Uhersko. Během života pak získal řadu ocenění za svou práci.

## Dílo
Úplný seznam všech Studničkových odborných prací lze nalézt v externích odkazech na konci článku.
František Josef Studnička je autorem mnoha středoškolských a vysokoškolských učebnic matematiky. První matematické spisy vznikly v době, kdy přišel na pražskou polytechniku, do té doby byl obsah jeho prací spíše přírodovědného charakteru. Zabýval se zejména teorií determinantů a kvaternionů. Kromě matematiky se věnoval řadě dalších oborů, např. meteorologii, astronomii a historii matematiky a napsal k nim celou řadu spisů.
Je také autorem pozoruhodné parodie na sci-fi romány Svatopluka Čecha Luňan Hvězdomír Blankytný, kterou napsal v roce 1892 pod pseudonymem Pravdomil Čech a kde Měsíčňan při návštěvě Země se dozvídá základní poznatky o naší planetě..

## Spisy (výběr)
- O soustavě sluneční, Matice lidu, číslo 5, Praha: Spolek pro vydávání laciných knih českých, 1868
- O povětrnosti, Matice lidu, ročník VI. číslo 6, Praha: Spolek pro vydávání laciných knih českých, 1872
- Vulkanismus na měsíci, Vesmír 15. července 1878, s. 213–214.
- Zeměpis hvězdářský, Všeobecný zeměpis, čili, Astronomická, mathematická a fysikální geografie, díl I., Praha: František Šimáček, 1881
- Zeměpis mathematický, Všeobecný zeměpis, čili, Astronomická, mathematická a fysikální geografie, díl II., Praha: František Šimáček, 1882
- Zeměpis přírodnický, Všeobecný zeměpis, čili, Astronomická, mathematická a fysikální geografie, díl III., Praha: František Šimáček, 1883

### Publikace o matematice
Hlavní je:
- Základové vyšší matematiky, třísvazkové dílo z let 1868 až 1871, Praha: vlastní náklad